# Prix sergent Sébastien Vermeille
Le « Prix sergent Sébastien Vermeille » récompense les meilleures photographies prises par des photographes militaires et civils partis en mission avec l’armée française soit en opération extérieure soit sur le territoire français. Il a été créé en 2013.

## Histoire
Le « Prix sergent Sébastien Vermeille » a été créé en septembre 2013,.
Ce prix rend hommage au sergent Sébastien Vermeille, photographe du Sirpa Terre Image de Lyon, « mort pour la France le 13 juillet 2011 sur le théâtre afghan dans l’accomplissement de sa mission de “soldat de l’image” » lors d’un attentat à Kaboul,.
Il récompense des photographes civils et militaires, partis en mission soit en opération extérieure soit sur le territoire français avec l’armée française.

## Lauréats

### Catégorie photographes professionnels hors ministère de la Défense

#### Thème «Opérations extérieures»
- 2014 : Kenzo Tribouillard (1er) et Thomas Goisque (2e)[5]
- 2015 : Édouard Elias (1er) et Thomas Goisque (2e)[6]

#### Thème «Action sur le territoire national»
- 2014 : Guillaume Chauvin (1er) et Kenzo Tribouillard (2e)[5]
- 2015 : Guillaume Chauvin (1er) et Alain Ernoult (2e)[6]

### Catégorie photographes professionnels du ministère de la Défense

#### Thème «Opérations extérieures»
- 2014 : Jean-Raphaël Drahi (1er) et Jérôme Bardenet (2e)[5]
- 2015 : Matthieu Lamouliatte (1er) et Arnaud Karaghezian (2e)[6]

#### Thème «Action sur le territoire national»
- 2014 : Mihai Teudean (1er) et Anthony Jeuland (2e)[5]
- 2015 : Jean-Raphaël Drahi (1er) et Loïc Marzin (2e)[6]

### Meilleure photographie
- 2019 : Sylvia Borel, La danse des flammes, journée en immersion dans le nouveau caisson de formation incendie pour les jeunes recrues. Apprendre à observer pour mieux anticiper[7],[8]
- 2020 : Non décerné
- 2021 : Nicolas Barbet, Bivouac grand froid[9]
- 2022 : Sylvia Borel, La Délicatesse[10],[11]
- 2023 : Sandra Godefroy-Chenu, Selva[12]
- 2024 : Jérémy Bessat, Instant de vie entre engagement et cohésion de nos Casques bleus au Liban[13]
- 2025 : Marc Loukachine, Ensemble[14]

### Meilleur photoreportage
- 2019 : Philippe de Poulpiquet, Invalides, mémoires de guerre[15]
- 2020 : Non décerné
- 2021 : Thomas Paudeleux, Pour que vive la France[9]
- 2022 : Nicolas D., Stage des forces spéciales Scorpion II, Djibouti[11]
- 2023 : Lara Priolet, Aides de camp – « En tout temps et en tout lieu, servir autrement »[12]
- 2024 : Anthony Thomas-Trophime, Effort, combativité et rusticité avec le sport en opérations extérieures[13]
- 2025 : Fabien Eustache, Sud Liban – mission Daman 49[14]

### Prix spécial du partenaire
- 2019 : Fred Marie, Méthode naturelle[15]
- 2020 : Non décerné
- 2021 : Jean-Christophe Milhet, Protection[9]
- 2022 : Cyrille Nicolas[10],[11]
- 2023 : Boura Tsivadelle, Castres, 25 février 2021. La 11e brigade parachutiste pendant une chute opérationnelle[12]
- 2024 : Adrien Cullati, Entraînement exigeant dans les tranchées sur un camp de manœuvre estonien[13]
- 2025 : Lucien Lung[14]

## Collections
- Musée de l’Armée, Paris